# Dolorian
Dolorian war eine 1997 gegründete Dark-, Depressive-Black-Metal- und Death-Doom-Band.

## Geschichte
Dolorian wurde 1997 in Oulu von Ari Kukkohovi und Anti Ittna Haapapuro gegründet. Zu den Veröffentlichungen wurde durch Jussi Ontero ein Keyboarder als Bandmitglied hinzugezogen. Eine Funktion die auf den nicht öffentlich zugänglichen Demoaufnahmen noch Heidi Riihinen wahrnahm.
Die Gruppe pflegte über ihre aktive Zeit Zurückhaltung hinsichtlich der möglichen Selbst-Vermarktung und Öffentlichkeitsarbeit und bekundete noch im Jahr 2006 sich vornehmlich auf das musikalische Material selbst zu fokussieren. Entsprechend wenig biografische Informationen zu der Band und ihren Mitgliedern, die namentlich benannt sind und sich mitunter in anderen Projekten wie Black Swan, Ghost Machinery oder Death’s-Head and the Space Allusion beteiligen. Nach dem dritten Studioalbum Voidwars kündigten die Musiker Arbeit an weiteren Veröffentlichungen an. Hierzu präsentierte die Band ein eigenes neu installiertes Aufnahmestudio. Die geplanten Veröffentlichungen blieben allerdings aus. Im Jahr 2010 wurde eine Überarbeitung der Homepage angekündigt, die allerdings nicht mehr stattfand. Nach dem Jahr 2016 gab es keine weiteren Verlautbarungen der Gruppe.
Das Debüt von Dolorian When All the Laughter Has Gone, das ursprünglich When All the Laugther Has Decayed heißen sollte, aber unter dem Arbeitstitel erschien, wurde im April 1998 im Tico-Tico Studio in Kemi aufgenommen und am 7. Dezember 1999 über Wounded Love Records, ein Subunternehmen von Avantgarde Music, veröffentlicht. Kostas Panagiotou besprach das Album als „einzigartig“ und „innovativ“ für Doom-Metal.com. Auch weitere Rezensenten lobten When All the Laugther Has Gone als eigenständiges, passioniertes, individuelles, und sehr gutes Album mit einer „beklemmenden und bedrückenden Atmosphäre“. Im Juni 2000 nahm Dolorian, erneut im Tico-Tico Studio, das zweite Album der Band auf. Das selbstbetitelte Album erschien am 1. Februar 2001 via Wounded Love Records. Erneut besprach Kostas Panagiotou die Veröffentlichung lobend für Doom-Metal.com. Weitere Besprechungen fielen ähnlich lobend aus, während Peth für Metal.de es als „kein schlechtes, aber auch kein essentielles“ Album beurteilte. Nach der Veröffentlichung des zweiten Albums blieben vorerst weitere Veröffentlichungen aus. Eine Split-EP mit Shining war früh angedacht und sollte bereits 2002 veröffentlicht werden, erschien allerdings erst 2005, nachdem die Bands Schwierigkeiten mit den Vertragspartnern der beteiligten Bands regulieren konnten. Ihren Beitrag nahm die Band ohne Studio auf. Odile Aurora Strik besprach als Oscar Strik die Veröffentlichung für Doom-Metal.com und sah in dem Beitrag von Dolorian ein Highlight, das potentiell hochwertige zukünftige Veröffentlichungen in Aussicht stellen würde. Am 30. April 2006 erschien über Wounded Love Records Voidwards, dies vorerst letzte Album der Band wurde zwischen 2005 und 2006 in mehreren Sitzungen im Tico-Tico Studio sowie im Hypnox Laboratory aufgenommen. Arnstein Petersen machte in dieser Veröffentlichung für Doom-Metal.com den Zenit der Entwicklung der Band aus. Auch weitere Besprechungen werteten das Album durchgehend positiv, bis hin zu der Einschätzung Voidwards sei eine der besten Veröffentlichungen der finnischen Doom-Szene insgesamt.

„Genreliebhaber und Fans von atmosphärischer und außergewöhnlicher Musik, Menschen denen Bands wie SKEPTICISM oder UNHOLY ein Lächeln auf die Lippen zaubern, sollten hier zugreifen. Düster, packend und intensiv!“

## Stil
Die Musik von Dolorian wird als „unheimlicher und mysteriöser“ Crossover aus dem musikalischen Fundus des Black Metal und des Doom Metal, „irgendwo zwischen den ersten Alben von Bethlehem und Katatonia“, beschrieben. Die Gruppe verarbeite Ideen aus Avantgarde, Doom und finsterem Funeral zu einem eigenständigen Stil, der sich über die einzelnen Veröffentlichungen entwickelte, aber dennoch konstant als Stil der Gruppe erkennbar blieb. So vermenge die Musik als „düster“ wahrgenommenes Riffing, gutturales Schreien und einen prägnanten Einsatz von Ambient-Elementen die eine „gruselige und unheimliche“ Atmosphäre erzeugen. Auf späteren Veröffentlichungen tendiert die Band zu einer ausgeprägten Betonung eines geflüsterten Gesangs, der anfänglich von den Musikern nur sporadisch eingesetzt wurde.

## Diskografie
- 1999: When All the Laughter Has Gone (Album, Wounded Love Records)
- 2001: Dolorian (Album, Wounded Love Records/Irond)
- 2005: Dolorian/Shining (Split-EP mit Shining, Unpleasant Wax)
- 2006: Voidwards (Album, Wounded Love Records)